# Greenpoint (telefoonnetwerk)

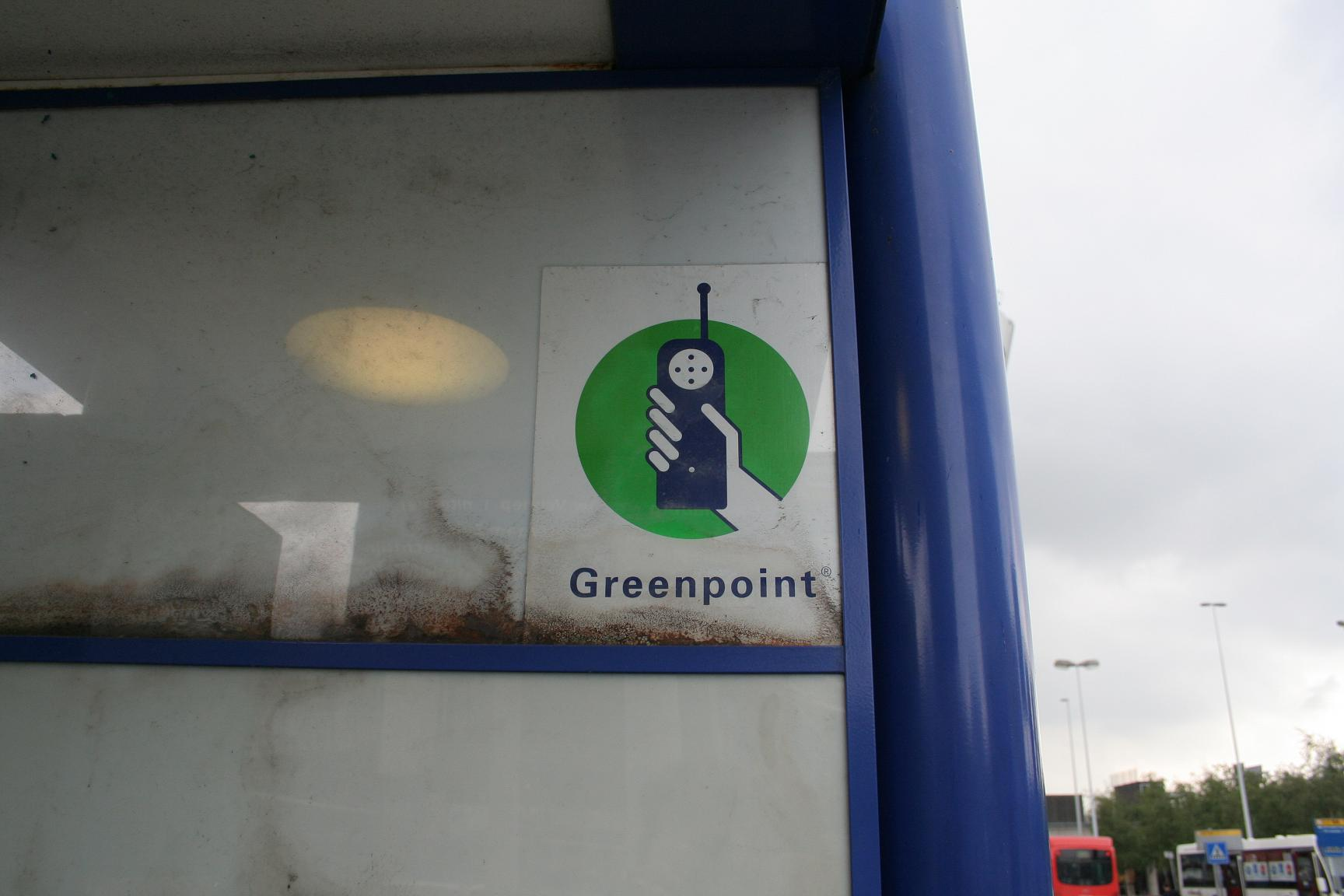
In 2007 waren nog steeds sporen van het voormalige Greenpoint-netwerk terug te vinden in het Nederlandse straatbeeld, zoals hier te Schiphol, bij een oude Interlinerhalte

Greenpoint was een mobiel telefoonnetwerk van PTT Telecom (nu KPN) in Nederland. Het ging van start in mei 1992. Het was bedoeld als goedkoop alternatief voor het dure autotelefoonnetwerk.
De telefoon van Greenpoint heette Greenhopper. In de begintijd werd de naam Kermit gebruikt, naar het Muppetspersonage Kermit de Kikker. De kosten van de licentie van Henson bleken zo hoog dat een verlenging geen optie was. Dus werd met de naam Kermit gestopt.
Greenpoint is een zogenaamd Cordless Telephone type 2 (CT2)-systeem, gebaseerd op de ETSI-standaard I-ETS 300 131. Het systeem werkt digitaal. De standaard beschrijft twee soorten gebruik: privé en openbaar. Het privégebruik gebeurt met een draagbare telefoon en een basisstation in huis. Het basisstation is aangesloten op het telefoonnet. De openbare telefoonfunctie werkt in de directe nabijheid (150 meter) van een openbaar basisstation (Telepoint). In Nederland waren dat er zo'n 5000; voornamelijk gesitueerd bij postkantoren, V&D's, tankstations, beursgebouwen, spoorwegstations, restaurants en parkeerplaatsen.
 
Bij deze locaties met een Greenpointstation kon men bellen, maar niet gebeld worden. Om toch bereikbaar te zijn, werd vaak een semafoon gebruikt. Ook was een Kermit met ingebouwde semafoon leverbaar.
Op het hoogtepunt van haar bestaan, in 1996, had Greenpoint 60.000 abonnees. In 1998 was dit aantal teruggelopen tot zo’n 20.000. Op 1 januari 1999 werd Greenpoint beëindigd.
Opmerkelijk is dat, in nagenoeg alle netwerken voor de openbare functie, uitsluitend het bellen vanaf de draagbare telefoon is geïmplementeerd, hoewel de standaard wel degelijk voorziet in de mogelijkheid om naar de draagbare telefoon te bellen. Alleen in Frankrijk is in de testfase van het netwerk aldaar, Bi-Bop, deze faciliteit ingebouwd. 
Wel werden vrijwel overal draagbare telefoons op de markt gebracht die uitgerust waren met een semafoon (pager) teneinde de bereikbaarheid van abonnees te vergroten.
Het succesvolst waren de CT2-systemen in Hongkong, Singapore en Canada. Maar uiteindelijk hebben ook daar de CT2-netwerken het aan het eind van de jaren negentig moeten afleggen tegen GSM voor de mobiele telefonie en DECT voor de vaste lijn.
mobilofoon ·
semafoon ·
autotelefoon ·
greenpoint ·
gsm